# Raoul de Boigne
Raoul de Boigne (n. 25 decembrie 1862, Geneva, Geneva, Elveția – d. 19 mai 1949, Ouveillan, Languedoc-Roussillon, Franța) a fost un trăgător de tir ce a reprezentat Franța, medaliat olimpic. A participat la 2 ediții ale Jocurilor Olimpice (1908, 1912) în care a câștigat o medalie de bronz.